# Henri Laaksonen
Henri Joona Julius Laaksonen (* 31. März 1992 in Lohja, Finnland) ist ein ehemaliger schweizerisch-finnischer Tennisspieler.

## Persönliches
Laaksonen ist Sohn einer finnischen Mutter und von Sandro Della Piana, einem Schweizer, der als Tennisspieler die Nummer 325 der Welt war.

## Juniorenzeit
Laaksonen begann mit drei Jahren, Tennis zu spielen. Im Alter von 16 Jahren gewann er in Moskau die U-16 Europameisterschaft. Auf der ITF Junior Tour erreichte er im Jahr 2009, mit 17 Jahren, den Einzel-Halbfinal der French Open, wo er dem Schweden Daniel Berta in zwei Sätzen unterlag. Er gewann insgesamt fünf Einzel- und zwei Doppeltitel bei den Junioren, hauptsächlich bei Turnieren niedrigerer Kategorien. Platz 20 war seine beste Platzierung im Junioren-Ranking.

## Karriere
Zur Saison 2010 wechselte Laaksonen zur schweizerischen Nationalität, sodass er fortan unter dieser Flagge bei Turnieren antrat.
Anfang November 2012 erreichte Laaksonen in Genf bereits zum zweiten Mal nach Tampere einen Halbfinal bei einem ATP-Challenger-Turnier. Dieser Erfolg brachte ihm 35 Weltranglistenpunkte ein, was seine bisher höchste erreichte Punktzahl bedeutete. Auf der ATP Tour stand er bereits mehrfach in einem Hauptfeld, meist dank einer Wildcard bei den Schweizer ATP-Turnieren in Gstaad oder Basel. In Casablanca kam er 2013 über die Qualifikation ins Hauptfeld und erreichte erstmals den Achtelfinal, ein Erfolg, den er im Juli in Båstad wiederholte.
Seinen ersten Titel auf der ATP Challenger Tour holte Laaksonen im Einzel im November 2015 beim Turnier in Champaign, das er im folgenden Jahr zum zweiten Mal gewinnen konnte.
Trotz einer Erstrundenniederlage gegen Lukáš Rosol erreichte Laaksonen im Juli 2017 nach seinem ersten Grand-Slam-Auftritt in Wimbledon mit Platz 100 seine bis dato höchste Weltranglistenplatzierung. Bis Februar 2022 steigerte er seine Platzierung bis Rang 84. Von 2015 bis 2022 beendete er jede Saison innerhalb der Top 200, 2021 das einzige Mal auch in den Top 100. Er gewann sechs Challenger-Turniere im Einzel, zuletzt 2021 in Orléans. Im Doppel kam er zu zwei Turniergewinnen, beide im Jahr 2018, woraufhin er dort sein Karrierehoch mit Rang 191 erreichte. Die größten Erfolge auf der ATP Tour wurden die Halbfinals 2017 in Shenzhen und 2018 in Båstad.
Ende 2024 beendete Laaksonen seine Karriere. Seit 2025 trainiert er Mika Brunold.

### Davis Cup
2009 wurde er von Finnland für eine Davis-Cup-Begegnung aufgeboten. Beim Spiel gegen Monaco gewann Laaksonen sein Spiel gegen Clément Morel in fünf Sätzen. 2012 wurde er erstmals von der Schweizer Davis-Cup-Mannschaft aufgeboten. Im Relegationsspiel gegen die Niederlande wurde er jedoch letztlich nicht eingesetzt. Im Erstrundenspiel des Davis Cup 2013 verlor Laaksonen sein erstes Spiel gegen Tomáš Berdych vom Titelverteidiger Tschechien in vier Sätzen.
Im September 2016 trug Laaksonen entscheidend zum Verbleib der Schweizer Mannschaft in der Weltgruppe bei, indem er eines seiner beiden Einzel und das Doppel an der Seite von Adrien Bossel gewann.

## Erfolge
| Legende (Anzahl der Siege)  |
| Grand Slam                  |
| ATP World Tour Finals       |
| ATP World Tour Masters 1000 |
| ATP World Tour 500          |
| ATP World Tour 250          |
| ATP Challenger Tour (8)     |

### Einzel

#### Turniersiege
| Nr. | Datum              | Turnier       | Belag         | Finalgegner       | Ergebnis        |
| --- | ------------------ | ------------- | ------------- | ----------------- | --------------- |
| 1.  | 21. November 2015  | Champaign (1) | Hartplatz (i) | Taylor Fritz      | 4:6, 6:2, 6:2   |
| 2.  | 12. September 2016 | Shanghai      | Hartplatz     | Jason Jung        | 6:3, 6:3        |
| 3.  | 20. November 2016  | Champaign (2) | Hartplatz (i) | Ruben Bemelmans   | 7:5, 6:3        |
| 4.  | 17. Februar 2019   | Bangkok       | Hartplatz     | Dudi Sela         | 6:2, 6:4        |
| 5.  | 12. Mai 2019       | Rom II        | Sand          | Gian Marco Moroni | 6:72, 7:62, 6:2 |
| 6.  | 3. Oktober 2021    | Orléans       | Hartplatz (i) | Dennis Novak      | 6:1, 2:6, 6:2   |

### Doppel

#### Turniersiege
| Nr. | Datum            | Turnier         | Belag         | Partner          | Finalgegner                       | Ergebnis |
| --- | ---------------- | --------------- | ------------- | ---------------- | --------------------------------- | -------- |
| 1.  | 14. Juli 2018    | Båstad          | Sand          | Harri Heliövaara | Zdeněk Kolář Gonçalo Oliveira     | 6:4, 6:3 |
| 2.  | 5. November 2018 | Charlottesville | Hartplatz (i) | Harri Heliövaara | Toshihide Matsui Frederik Nielsen | 6:3, 6:4 |

## Abschneiden bei Grand-Slam-Turnieren

### Einzel
| Turnier         | 2013 | 2014 | 2015 | 2016 | 2017 | 2018 | 2019 | 2020 | 2021 | 2022 | 2023 | Karriere |
| --------------- | ---- | ---- | ---- | ---- | ---- | ---- | ---- | ---- | ---- | ---- | ---- | -------- |
| Australian Open | —    | Q1   | —    | Q1   | Q1   | Q1   | 2    | Q1   | 1    | 1    | Q2   | 2        |
| French Open     | —    | Q1   | —    | Q2   | Q1   | Q2   | 2    | 1    | 3    | 2    | Q1   | 3        |
| Wimbledon       | Q2   | Q1   | —    | Q1   | 1    | Q2   | Q1   |      | Q1   | 1    | Q1   | 1        |
| US Open         | Q1   | —    | —    | Q3   | 1    | Q1   | 2    | —    | 3    | Q1   |      | 3        |

Zeichenerklärung: S = Turniersieg; F, HF, VF, AF = Einzug in den Final / Halbfinal / Viertelfinal / Achtelfinal; 1, 2, 3 = Ausscheiden in der 1. / 2. / 3. Hauptrunde; Q1, Q2, Q3 = Ausscheiden in der 1. / 2. / 3. Qualifikationsrunde; nicht ausgetragen